# Uu (dwuznak)
Uu – dwuznak występujący w języku niderlandzkim, fińskim i estońskim. Oznacza on dźwięk długiego u, jako długa samogłoska przymknięta tylna zaokrąglona [uː].